# LLG St. Augustin
Die Langlaufgemeinschaft St. Augustin ist ein deutscher Leichtathletikverein aus Sankt Augustin. Er wurde am 14. September 1993 gegründet.

## Erfolge
Bei den Deutschen Meisterschaften 1994 wurde Birgit Lennartz-Lohrengel deutsche Meisterin im 100-km-Straßenlauf mit dem Verein. 1995 gewann Ulrike Steeger in dieser Disziplin die Silbermedaille. Lennartz-Lohrengel gewann 1996 die Bronzemedaille. In der Marathon-Mannschaftswertung wurde die LLG St. Augustin 1997 Zweite. Außerdem belegte Lennartz-Lohrengel den ersten und Anke Drescher den zweiten Platz für den Verein im 100-km-Straßenlauf. 1999 wurde Lennartz-Lohrengel Zweite im Berglauf und 2001 siegte sie nochmals im 100-km-Straßenlauf.